# Profile
A Profile Dee D. Jackson válogatáslemeze, amely 1981-ben jelent meg az angol diszkóénekesnő első két nagylemeze, illetve kislemezei anyagából.

## A dalok
1. Automatic Lover
2. Red Flight
3. Galaxy Police
4. Sky Walking
5. Meteor Man
6. S. O. S. (Love to the Rescue)
7. Which way Is Up
8. Fireball
9. Talk Me Down

## Közreműködők
- Producer: Gary és Patty Unwin

## Külső hivatkozások
- Dalszöveg: Automatic Lover
- Dalszöveg: Meteor Man
- Dalszöveg: S. O. S. (Love to the rescue)
- Dalszöveg: Which Way Is Up
- Dalszöveg: Fireball